# Sucre (Portuguesa)
Sucre è un comune del Venezuela situato nello Stato di Portuguesa.
Il capoluogo del comune è la città di Biscucuy.